# Кочеби
«Кочеби Болниси» (груз. ყოჩები (სარაგბო კლუბი)) — грузинский регбийный клуб из Болниси. Был основан в 1959 году. Выступает в Биг 10. Один из лидеров чемпионата Грузии по количеству завоеванных медалей.

## История
Клуб «Кочеби Болниси» — первая и старейшая команда Грузии. Основан 15 октября 1959 года в городе Тбилиси на базе Грузинского политехнического института. С 1961 года были заложены основы тбилисского чемпионата, и первые три розыгрыша завершились победой ГПИ (Грузинского политехнического института), в 1966 году «Политехник» занял третье место. С 1978 года разыгрывался Кубок Грузии, в котором также принимали участие грузинские клубы-участники чемпионата Союза, причем первые три раза ( в 1978, 1979 и 1980 годах) кубок выигрывал «Политехник».
После распада Советского Союза команда впервые приняла участие в проводимом чемпионате Грузии (в 1990 году) с измененным названием (Технический университет Грузии), позже клуб стал называться «Сту-Кочеби», и, наконец, «Кочеби». В 2014 году, в связи с популяризацией регби в периферии, клуб переехал в небольшой город Болниси.

## Достижения
- Чемпионат Грузии:
  -  Чемпион Грузии: 1997, 1998, 2007
  -  Вице-чемпион Грузии: 1996, 1999, 2000, 2003, 2022
  -  Третье место: 2002, 2006, 2008, 2010, 2015

- Обладатель Кубка Грузии: 2007

## Известные игроки
- Ника Абуладзе[фр.]
- Георгий Бегадзе[фр.]
- Давид Барбакадзе
- Михаил Гачечиладзе
- Давид Качарава
- Лаша Малагурадзе
- Шалва Мамукашвили